# Tharra permagna
Tharra permagna är en insektsart som beskrevs av Nielson 1975. Tharra permagna ingår i släktet Tharra och familjen dvärgstritar. Inga underarter finns listade i Catalogue of Life.